# 巴利德卡尔多斯
巴利德卡尔多斯，是西班牙加泰罗尼亚莱里达省的一个市镇。 总面积56平方公里，总人口348人（2001年），人口密度6人/平方公里。